# Anales de la Patria
Anales de la Patria (en ruso Отечественные записки, Otéchestvennye Zapiski) fue una revista literaria rusa publicada entre 1818 y 1884.

## Descripción
La revista era publicada en San Petersburgo. Si bien Victor Terras circunscribe esta revista al periodo 1839-1884, otros autores, entre ellos el Diccionario Enciclopédico Brockhaus y Efron, incluyen también una cabecera anterior, publicada bajo el mismo título; esta primera época había sido fundada por Pável Svinyín en 1818 y se extendería hasta 1830.
En 1839, fue reactivada la cabecera por Andréi Kraevski. Incluía contenido relativo a ciencia, política, literatura, arte, economía, crítica y otros temas. En 1866 fue traspasada a Nikolái Nekrásov, quien ya había tenido una etapa previa en la revista dos décadas atrás y cuya marcha a finales de la década de 1840 había dado lugar a un periodo de decadencia, que su retorno ayudó a paliar. En esta nueva etapa la revista llegaría a destacar como órgano de los populistas. Anales de la Patria, que llegó a ser una de las denominadas «revistas gruesas» con más éxito del país, cesó en 1884.

## Obras publicadas
- Iván Goncharov
  - Oblómov (1859).[8]
- Fiódor Dostoyevski
  - El doble (1846)
  - La patrona (1847)[9]
  - Noches blancas (1848)
  - El adolescente (1875)[10]
- Nikolái Mijáilovski
  - ¿Qué es progreso? (1869)[11]